# Tokyo Police Club
Tokyo Police Club ist eine kanadische Indie-Rockband. Sie wurde 2005 in Newmarket, einem Vorort von Toronto gegründet.

## Bandgeschichte
Die Band entstand, als sich die vier Freunde Anfang 2005 nach der Auflösung ihrer vorherigen Band entschlossen, wieder gemeinsam Musik zu machen. Nach kurzer Zeit folgten erste Auftritte in der Region um Toronto, jedoch blieb die Band weitgehend unbekannt. Im Sommer 2005, am Ende der gemeinsamen Highschool-Zeit, gingen die Bandmitglieder für kurze Zeit getrennte Wege, bekamen jedoch im Herbst des Jahres die Gelegenheit, beim Pop-Montréal-Festival aufzutreten. Durch diesen Auftritt wird die kanadische Independent-Szene auf die Band aufmerksam und Anfang 2006 kommen Tokyo Police Club bei Paper Bag Records unter Vertrag.

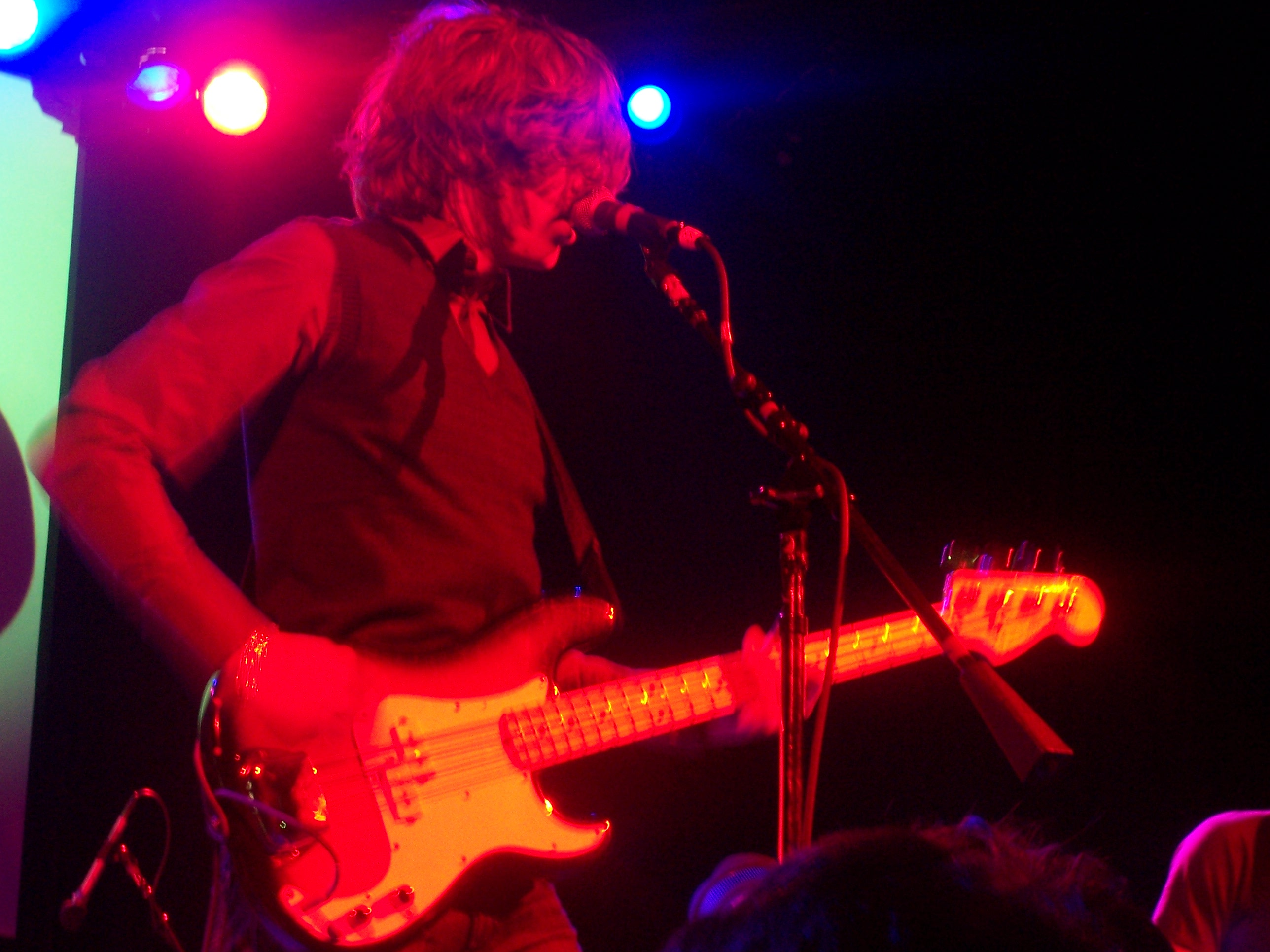
Sänger & Bassist David Monks bei den PLUG Independent Music Awards 2007.

Ihre Debüt-EP A Lesson In Crime wird im April 2006 veröffentlicht, worauf fast zwei Jahre intensiven Tourens folgen. Auftritte bei wichtigen Festivals wie dem Coachella Valley Music and Arts Festival in Indio, Kalifornien, dem Lollapalooza-Festival in Chicago, dem Glastonbury Festival in England, sowie dem Hurricane-Festival in Scheeßel tragen zum stetig wachsenden Bekanntheitsgrad der Band bei.
Am 20. Juli 2007 gaben Tokyo Police Club bekannt, einen neuen Vertrag mit dem amerikanischen Plattenlabel Saddle Creek abgeschlossen zu haben. Im September 2007 nahm die Band daraufhin die Aufnahmen für ihr erstes Album Elephant Shell in Angriff. Dieses wurde zum Teil von Peter Katis (u. a. Interpol, The National) in seinen Tarquin Studios in Bridgeport, Connecticut aufgenommen und produziert. Für die weiteren Aufnahmen im November 2007 in Toronto verpflichtete die Band jedoch wieder den Produzenten ihrer EP, Jon Drew. Das Album erschien in Deutschland am 16. Mai 2008.
Im Juli 2010 erschien das zweite Album "Champ". Im Vorfeld der Veröffentlichung wurde der Song "Breakneck Speed" kostenlos ins Internet gestellt.
Auf einer Live-Tour am 8. Dezember 2011 spielten Tokyo Police Club ihren bis dato unbekannten Song "Beaches".

## Trivia
2009 hatten sie in einer Folge der Serie Desperate Housewives einen Auftritt als Amateurband "Cold Splash" und nahmen dort an einem Bandwettbewerb teil. Hier war ihr Song "In a Cave" vom Album "Elephant Shell" zu hören.

## Diskografie

### Alben
- 2007: A Lesson in Crime
- 2008: Elephant Shell (UK: Memphis Industries, US: Saddle Creek)
- 2010: Champ (Mom + Pop Music Co.)
- 2011: 10 Songs, 10 Years, 10 Days
- 2013: Back From Vacation (bisher nicht erschienen)
- 2014: Forcefield
- 2018: TPC

### Singles
- 2006: Nature Of The Experiment (Memphis Industries)
- 2007: Cheer It On (Memphis Industries)
  - #47 in The 100 Best Songs of 2006[4] erschienen in Rolling Stone
- 2007: Your English Is Good (9. Juni / Memphis Industries)
- 2007: Citizens of Tomorrow

### EPs
- 2006: A Lesson in Crime
  - #13 in 16th Annual Cross-Canada Music Critics Poll: Best Albums erschienen in Eye Weekly
- 2007: Smith EP (Download)
- 2007: Smith EP

## Auszeichnungen
- 2006: MuchMusic Video Award für Cheer it On (Best Independent Video)[5]